# Аномалія (фільм)
«Аномалія» (англ. The Anomaly) — науково-фантастичний бойовик з елементами трилера виробництва Великої Британії. Світова прем'єра стрічки відбулась на Единбурзькому кінофестивалі.

## Сюжет
Рядовий Рів прокидається у вантажівці поряд з хлопчиком на ім'я Алекс, який сприймає чоловіка як свого викрадача. Раян знову прокидається, але вже поряд з молодим чоловіком Гаркіном Ленгемом, який вважає себе кимось іншим. Коли Ленгем дізнається, хто він насправді, чоловік вбиває Ріва.
Рів прокидається в спальні в ліжку з привабливою жінкою Даною. Вона займається проституцію і пам'ятає Раяна як свого клієнта, але раніше він був жорстокішим. Він обіцяє звільнити Дану від російського сутенера, якщо допоможе йому. Проте чоловік втрачає свідомість. Йому вдається розібратися з цим. Раян співпрацює з Даною та розкриває змову «Аномалія», яка втручається та контролює свідомість людей.

## У ролях
| Актор            | Роль                              |
| ---------------- | --------------------------------- |
| Арт Паркінсон    | Алекс                             |
| Ноель Кларк      | рядовий Раян Рів / Аномалія №66   |
| Єн Сомерхолдер   | агент Гаркін Ленгем / Аномалія №Х |
| Браян Деніс Кокс | Ллойд Ленгем                      |
| Алексіс Кнапп    | Дана                              |
| Люк Гемсворт     | агент Річард Елкін / Аномалія №13 |
| Алі Кук          | агент Тревіс / Аномалія №97       |
| Джон Шваб        | Гаррісон Семюель                  |
| Рейчал Джоветт   | Маргарет                          |

## Знімальна група
- Кінорежисер — Ноель Кларк
- Сценаристи — Ноель Кларк, Саймон Льюїс
- Кінопродюсери — Марк Лейн, Джеймс Гарріс, Ноель Кларк, Джессіка Колдвелл
- Композитор — Том Лінден
- Кінооператор — Девід Катзнелсон
- Кіномонтаж — Томмі Боулдінг
- Художник-постановник — Пол Бернс
- Артдиректори — Нік Акасс, Елліот Скотт
- Художник-декоратор — Мелісса Гарпер
- Художник-костюмер — Енді Блейк
- Підбір акторів — Колін Джонс[2]

## Сприйняття

### Критика
Фільм отримав негативні відгуки. На сайті Rotten Tomatoes оцінка стрічки становить 0 % на основі 16 відгуків від критиків (середня оцінка 3,7/10) і 24 % від глядачів із середньою оцінкою 2,4/5 (1 359 голосів). Фільму зарахований «гнилий помідор» від кінокритиків та «розсипаний попкорн» від глядачів, Internet Movie Database — 4,7/10 (6 644 голоси), Metacritic — 27/100 (7 відгуків критиків) і 5,8/10 (4 відгуки від глядачів).

### Номінації та нагороди
| Нагороди та номінації фільму «Аномалія» | Нагороди та номінації фільму «Аномалія» | Нагороди та номінації фільму «Аномалія» | Нагороди та номінації фільму «Аномалія» | Нагороди та номінації фільму «Аномалія» | Нагороди та номінації фільму «Аномалія» |
| Рік                                     | Кінофестиваль/кінопремія                | Категорія/нагорода                      | Номінант                                | Результат                               |                                         |
| --------------------------------------- | --------------------------------------- | --------------------------------------- | --------------------------------------- | --------------------------------------- | --------------------------------------- |
| 2014                                    | Единбурзький міжнародний кінофестиваль  | Нагорода глядачів                       | Ноель Кларк                             | Номінація                               |                                         |